# Classe Agordat
La classe Agordat era composta da due unità (Agordat e Coatit) classificate come esploratori, ed essendo leggermente più grosse di un cacciatorpediniere dell'epoca erano grossomodo considerabili come incrociatori leggeri.
Entrate in servizio nella Regia Marina italiana all'inizio del XX secolo, erano unità relativamente poco riuscite, in quanto avendo motrici a vapore che non riuscivano a superare i 22 nodi, poco in assoluto, pochissimo per la Regia Marina che ha sempre avuto un notevole interesse per la velocità, con compromessi pesanti in altri ambiti come la protezione e autonomia, spesso sufficienti per vanificare le possibilità di sopravvivenza della nave.
Il dislocamento di 1.300 t era relativamente leggero rispetto agli incrociatori, ma decisamente pesante riguardo ai cacciatorpediniere dell'epoca, spesso sotto le 500 tonnellate (in seguito, già alla fine della prima guerra mondiale avrebbero superato le 1.000).
A queste navi sarebbe seguito la classe Quarto, finalmente con turbine a vapore.